# جوزيف سويني
جوزيف سويني (بالإنجليزية: Joseph Sweeney)‏ سنة (26 يوليو 1884 - 25 نوفمبر 1963) كان ممثلًا أمريكيًا عمل في الإنتاج المسرحي والتلفزيون والأفلام. كان من أشهر ادواره دور المحلف رقم 9 في فيلم 12 رجلا غاضبا عام 1957. وفاته سويني في التمثيل حتى وفاته، وظهر في العديد من البرامج التلفزيونية، بما في ذلك ما لا يقل عن اثني عشر خلال العام الأخير من حياته. توفي في 25 نوفمبر 1963 عن عمر يناهز 79 عامًا.

## الحياة والمسيرة الفنية
ولد جوزيف سويني في فيلادلفيا عام 1882 - كما ذكرت مصادر أخرى عام 1884. في سن مبكرة عاش في عنبر للنوم في شقة فوق شقة النجم الكوميدي المستقبلي دبليو سي فيلدز ، الذي شجع سويني أيضًا على الدخول في مجال العروض. بعد أن بدأ حياته المهنية كساحر ، قام بجولة في الولايات المتحدة كممثل مع العديد من الشركات المسرحية وظهر في حوالي 35 مسرحية في برودواي بين عامي 1918 و1953. لعب في مقطوعاته جنبًا إلى جنب مع هربرت مارشال وهيلين هايز وروي روبرتس وآخرين. كان آخر ظهور له في برودواي في الإنتاج الأصلي لدراما آرثر ميلر «صيد الساحرات» ، والتي لعب فيها سويني دور جايلز كوري.
كان قد صنع فيلمه الأول مع سيلفيا أون في وقت مبكر من عام 1918 ، ولكن حتى نهاية الأربعينيات من القرن الماضي، ظهر فقط في مظاهر غير منتظمة. أصبح ممثلًا مساعدًا مشغولًا في التلفزيون الأمريكي في الخمسينيات. في الغالب، تم اختيار جوزيف سويني باعتباره رجلًا مسنًا ودودًا، بما في ذلك دوره الآن الأكثر شهرة كمحلف رقم 9 في الفلم الكلاسيكي 12 رجلا غاضب. الرجل الحكيم الملتزم هو أول محلف من هيئة المحلفين يأخذ جانب بطال الفلم هنري فوندا. في العام الذي مات فيه، ظهر سويني في ستة عروض تلفزيونية. توفي جوزيف سويني يوم جنازة الرئيس الأمريكي جون كينيدي.
- Sylvia on a Spree 1918
- Soak the Rich 1936
- The Philadelphia Story 1940
- Outside the Wall 1950)
- The Man in the Gray Flannel Suit 1956
- The Fastest Gun Alive 1956
- 1957 12 رجلا غاضبا